# 月花美人
『月花美人』（げっかびじん）は、1990年代後半にSPEEDで発売されたアダルトゲームシリーズ。第1作である『月花美人』は、2002年にディスカバリー製作によりアニメ化されている。
- 『月花美人』（1998年5月29日発売）
- 『続月花美人 桜花の頃』（1999年5月28日発売）
- 『真月花美人〜ひとりしづか』（2001年7月19日発売）

## システム
本シリーズでは、調教内容の組み合わせによってパラメータが変動する「連華システム」というものが搭載されている。
『真月花美人〜ひとりしづか』では調教内容だけでなく、キャラクターの服装によってもパラメータやイベントが変動するという仕組みになっているほか、簡易シミュレーションモードである「チューリップモード」も搭載されている。

## ストーリー

### 月花美人
主人公・伊藤晴一は、義母・霖によって緊縛の悦楽を教え込まれ、緊縛師としての顔を持っていた。だが、晴一は大学受験に失敗したため、義母の元を離れて受験勉強に専念すべく、「かざはな荘」という古いアパートへと引っ越した。引っ越してから間もなく、晴一はアパートの屋根裏にSM用の調教部屋があるのを見つける。アパートの大家である天羽深雪に事情を聴いたところ、深雪がマゾヒストであり、調教を望んでいることが判明する。晴一は深雪への調教を開始した。そんな中、晴一の義妹である霧子が調教されにやってくる。晴一は調教の師匠である知念早雲に相談したうえで、霧子をメス犬として調教する。さらにそこへ、霖もアパートを訪れ、晴一の調教師としての生活は多忙になっていくのであった。

### 続月花美人 桜花の頃
山間にある総内町の神社にて、宮司の妻が一人幼児を見つけ、警察に届け出る。しかし、結局親が見つからず、幼児の身に着けていた服に「彰人」という縫い取りが入っていたことから、幼児は宮司夫妻に引き取られることとなった。だが、宮司夫妻は世間の目を気にしていたため、彰人と呼ばれた幼児は夫妻の親戚である尾崎家へ養子に出され、宮司の家に預けられているという扱いになった。その後、彰人は宮司の家に娘・操が生まれたことを機に自分が不要になるのではないかという恐怖を抱き、自分が一家の中で他人であることを意識する。それでも、彰人は操と互いにひかれあい、将来を誓い合うようになるが、彰人は大学進学のため故郷を離れる。その後、大学生になった彰人は、勤務先である法律事務所にて、自分の故郷で養父母が殺害されたことを知り、故郷に戻った。

### 真月花美人〜ひとりしづか
調教師・采女大樹は、叔父である源三からある女性への調教を頼まれた。亡き義父・栄一よりも技量が劣ることを自覚していた大樹は、なぜ叔父が頼んできたのかを疑問に思っていた。その女性が栄一の門弟の娘にして彼の幼馴染である八千草栞であり、借金のかたに源三のもとへ送られてきたということを聞かされた大樹は調教に対して消極的になるものの、心のどこかで興奮していることに気付いていた。そこへ、大樹の義妹である倉又ひなのも調教に加わってきた。

## 登場人物

### 月花美人
伊東 晴一（いとう せいいち）
声 - 桜田貴一郎（OVAのみ）
本作の主人公。浪人生。ふとした経緯から霧子の母と関係を持ち、これが実父にばれて家を出ることになった過去を持つ。
雪村 風花（ゆきむら ふうか）
声 - 竹内めぐみ / なし(OVA版未登場)
凪の妹で深雪の義理の娘。成り行きから晴一に犯されてしまった上、兄からの提案で調教されることになる。
伊東 霧子（いとう きりこ）
声 - 松田ゆう / 北条明日香（OVA）
晴一の義妹。晴一に密かな恋心を抱いている。義兄が実母と関係を持っていたことは知っており、自分も同じ関係になりたいと望んでいた。
晴一が家を出てから、密かにかつ着々と荷造りをして、彼を追ってかざはな荘へやってくる。
天羽 深雪（あもう みゆき）
声 - 鈴木直子 / 北都南（OVA）
かざはな荘の大家。被虐嗜好をもつSM愛好家であり、アパートの屋根裏に専用の部屋を作るほどである。
アニメ版では晴一の妻となる。
伊東 霖（いとう りん）
声 - 藤村美樹 / 同左（OVA）
晴一の義母にして霧子の実母。晴一が家を出るまで、彼と肉体関係を持っていた。
霧子が晴一から調教を受けていることを知って連れ戻すために、かざはな荘へ乗り込むが、成り行きで継子である晴一に調教を再開するよう頼み込んだ。
被虐願望が非常に強く、晴一に緊縛の手解きをしたのも彼女である。
雪村 凪（ゆきむら なぎ）
声 - 光電寺みゆき（OVAのみ）
長髪をもった中性的な美男子。
自分に思いを寄せるかすみや妹の風花を引き合わせ、そして晴一の義妹・霧子を含めたヒロイン達への調教を勧める、謎めいた存在。
雨宮 かすみ（あめみや かすみ）
声 - 田中華子 / 佐藤まこと（OVA）
かざはな荘の住人で、深雪が晴一に調教される姿を見ているうちに触発され、肛門への自慰にふけるようになる。
実は凪に深い恋心と憧れを持っており、肛門で自慰をするのは彼に処女を捧げたい願望を持っているため。このため、女陰に関する調教は一切できない。
知念 早雲（ちねん そううん）
声 - 比留間京之介（OVAのみ）
晴一の調教の師匠。後に「真・月下美人」にも登場する。
芳賀 浩（はが ひろし）
声 - 体田肉男（OVAのみ）
天羽 平蔵（あもう へいぞう）

### 続月花美人
尾崎 彰人（おざき あきと）
『続月花美人』の主人公。
山縣 操（やまがた みさお）
声 - 皆川鮎
桂 万里子（かつら まりこ）
声 - 鈴木由美
西園寺 深雪（さいおんじ みゆき）
声 - 藤村美樹
若槻 紫乃（わかつき しの）
声 - 北都南
百田 ひろこ
声 - 北都南
桂 健次（かつら けんじ）
ヒミコ 南條（ひみこ なんじょう）
声 - 藤村美樹
大限 昭平（だいげん しょうへい）
井原 ゆりこ
声 - 佐藤亜美
百田 はつ江
声 - 佐藤亜美
百田 ひろし
声 - 佐藤亜美

### 真月花美人
采女 大樹（うねめ だいき）
『真月花美人』の主人公で、表向きは茶道・采女流の師範。
裏の顔である調教師としての技能は亡き義父・栄一より劣っていたため、これまで調教師としての仕事は少なかった。
実は采女家の人間では無く、施設暮らしの孤児だった。亡き養父にひなのと共に迎えられ、彼女と兄妹のような関係に育った。
倉又 ひなの（くらまた ひなの）
声 - 北都南
大樹の義妹。義兄同様、孤児の身であり、栄一との血縁関係はない。学生ではあるが、家事をこなすなどメイドに近い立場である（実際、調教の度合いが進むと本当にメイド服を着る）。
義兄に恋心を抱いており、愛する義兄の手であるならばと調教を願い出る。義兄への恋心を表に出すことはしないが、展開次第では彼と愛し合う。
八千草 栞（やちぐさ しおり）
声 - 海原エレナ
栄一の門弟の娘で、大樹とは幼少時に遊んだことがあった。両親の失踪により莫大な借金を背負わされ、後見人の手によって大樹の元へ調教のために送られた。
大樹のことを「先生」と呼ぶほど幼少期のことを覚えていないが、展開次第ではそれを思い出し、関係を持つようになる。
西園寺 霖（さいおんじ りん）
声 - 北条明日香
早雲が調教・緊縛の指導者として送り込んだ女性。
采女 源三（うねめ げんぞう）
大樹の叔父で栄一の弟。茶道・采女流の現家元。奸計で兄を罠に嵌めて家元の座を簒奪した。
采女 栄一（うねめ えいいち）
大樹の義父。故人。本来ならば茶道・采女流の家元は栄一だが、弟である源三の奸計によってその座を奪われた。
五十瀬（いせ）
源三の部下の調教師で、調教相手の人格を失わせるほどの技量を持つ。大樹にとっては頼りになる兄貴分でもある。
知念 早雲（ちねん そううん）
晴一の調教の師匠。前々作「月下美人」の人物と同一人物で、生前の栄一と親交を持っていた。大樹の求めに応じ、霖を補佐役に送り出す。

## スタッフ
- 原画：どどいつ
- シナリオ：御倉たな
- 音楽：柴田泉
- 企画・制作：すたじお実験室
- 発売・販売：SPEED

## 主題歌
- 『月花美人 1・2 DVD PACK』主題歌「月花美人」
  - 作詞：御倉たな、作曲・編曲：せんたろ、歌：海原エレナ
- 『真月花美人〜ひとりしづか』とアダルトアニメのエンディングテーマ「恋歌」
  - 作詞：御倉たな、作曲・編曲：せんたろ、歌：海原エレナ

## 関連商品
- 『月花美人 1・2 DVD PACK』
  - SPEED、2002年8月30日発売、JSP-019
  - 『月花美人』、『続月花美人 桜花の頃』の2作品をセットにしたDVD-ROM版である。
  - 特別特典：攻略ガイドブック付
- 『真月花美人〜ひとりしづか DVDPG』
  - 電脳Club、2004年10月28日発売、DCPG-071
- 『真月花美人〜ひとりしづか』
  - 結樹飛龍 (著者)、SPEED/すたじお実験室 (原作)、どどいつ (原画)
  - 茜新社〈TENMAノベルズ〉、2002年3月25日発売、ISBN 4-87182-497-7

## アダルトアニメ

### キャスト
- 伊東晴一 - 桜田貴一郎
- 天羽深雪 - 北都南
- 伊東霧子 - 北条明日香（第二縛のみ登場）
- 伊東霖 - 藤村美樹
- 知念早雲 - 比留間狂ノ助
- 雪村凪 - 光電寺みゆき
- 雨宮かすみ - 佐藤まこと
- 芳賀浩 - 体田肉男
- 晴一の父 - イチ（第一縛のみ登場）

### スタッフ（アダルトアニメ）
- エグゼクティプロデューサー - 田中辰弥
- プロデューサー - 千葉博己（IKINA）
- 監督 - 桶澤尚
- 原作 - いちひめ/すたじお実験室
- ストーリー原案 - 御倉たな（いちひめ/すたじお実験室）
- キャラクター原案 - どどいつ（いちひめ/すたじお実験室）
- 脚本 - 道上丈一
- 音楽 - せんたろ（いちひめ/すたじお実験室）
- 絵コンテ - 武倉鉄州、巴たかし、椋代善騎
- 演出 - 阿藤二朗、亜弥
- 作画監督 - 木下裕孝
- 作画監督補佐 - いずみ魔呼
- キャラクターデザイン - 飛馬陸成
- 美術監督・美術設定 - 福田和矢
- 色彩設計・色指定・仕上検査 - 和田秀美
- 原画 - ミクリヤカツトシ、しげくにひろこ、吉木正行、薮野浩二、杉本光司、加藤清司郎、世之介、松岡てっせい、福山政敏
  - 英雨Entertainment - 林相燁、朴洸燮、宗貞鎬、金明述、柳慬均、金星卿、張誠浩
  - E-CHO動画 - 黃英植、林根秀、張載榮、韓圭炫、朴喆煥、金明賢、張鉱根
- 動画検査 - 高田リカ
- 動画 - AT-2 Project - 近藤蓮、苑生楓伎、梁井歩太、未由羽万里、E-CHO動画
- デジタル仕上 - AT-2 Project - 関口景子、山田バンダ
- 背景 - E-CHO ANIMATION
- 撮影監督 - 沖一
- 撮影 - スタジオD - 沖一、安藤由美、永松うらら、熊袋達也
- 音響監督 - パックオーライじん
- 音響効果 - 野崎博樹
- 音響制作担当 - 発射オーライGO
- 音響制作 - 紙屋
- 録音調整 - ジャン・ピエール
- 録音スタジオ - プロセンスタジオ
- 編集 - P・M・J
- ビデオ編集 - 佐々木恵介
- プロダクションマネージャー - 伊藤将志
- アニメーションプロデューサー - 萬波賢
- 制作デスク - 白井史子
- 制作進行 - モーミー・矢野
- 宣伝制作 - 瀬戸勝
- アニメーション製作 - AT-2 Project
- 製作 - ディスカバリー

### 映像ソフト
- 月花美人 第一縛 雪の宴 2002年4月26日発売 DVD:DISE-0032 / VHS:GCV-954
- 月花美人 第二縛 霧の宴 2002年7月26日発売 DVD:DISE-0037 / VHS:GCV-959
- 月花美人 完全版 2009年8月28日発売 DISEB-003